# Salina (Utah)
Salina – miasto w Stanach Zjednoczonych, w stanie Utah, w hrabstwie Sevier.